# 滿蒙問題
满蒙问题（日语：／?）是日本帝国为保护其通過日俄战争从俄罗斯帝国获取的在满洲（今中国东北地区）和内蒙古的特殊利益而产生的一系列问题的统称。日本经济学者永雄策郎将这些特殊利益分为四类：包括关东州（旅大租借地）的租借权、对关东州租借地以北的中立地带的权利、南满洲铁道附属地的管理权以及南满铁路公司对铁轨建设的独家控制权。

## 背景
甲午战争之后，朝鲜王朝脱离了清帝国的册封体制，成立大韩帝国，大日本帝国将其视为自己的势力范围。与此同时，沙俄也制定了南下政策，两国在朝鲜半岛的利益发生冲突，由此产生了韩国问题。1904年（光绪29年，明治37年）至1905年，为解决韩国问题或從俄國进一步奪取利益，日本袭击了驻扎在清朝辽东租借地亚瑟港的沙俄军队，日俄战争爆发。日本胜利后，两国签订《朴茨茅斯和约》，日本继承了包括南满铁路经营权和辽东半岛租借权在内的俄国在中国东北的大多特殊权益。

## 日本国内的不同立场
1928年（民国17年，昭和3年），当时关于以满蒙问题为核心的对中国政策，日本国内各界主要有以下四种立场：
1. 首相田中义一（立宪政友会）主张承认中华民国政权，但对于长城外的满蒙地带，需要建立与张作霖的奉系军阀的良好关系，从而维护在东北的既得利益。
2. 立宪民政党等在野党认为应采取协调外交，接受南京国民政府对满蒙地带的完全统一，通过与南京政府建立良好的邦交关系来扩大与中国的经济交流。
3. 关东军通过满洲分离方针，企图在满洲建立起日本控制下的新政权。但并不否认中华民国的主权，通过外交手段解决铁路等租借权问题。
4. 日本军部内部的木曜会派系主张满蒙领有方针，不谋求和平解决满蒙问题，通过对中俄的战争获得对满洲的领有权，完全不承认中国对此地区的主权。

但后来随着军部势力的膨胀，政党内阁权力日渐衰微，日本进入了全面法西斯化的时期，关东军与陆军军部的意见占了上风。

## 日本在華利權的逐步擴張

### 订立条约和划分势力范围
条约订立分几个时期。
1. 在签订《朴茨茅斯和约》时，俄国附加了一项条件，即必须得到中国政府的承认。于是日本派遣小村寿太郎赶赴北京与清政府谈判，双方最终于1905年12月缔结了《中日会议东三省事宜条约》，中国政府同意了俄国的权益转让。
2. 《朴约》中表示要遵守门户开放、机会均等的原则，但日俄战争之后日本在华势力一家独大，从而导致了其他国家的不满[4]。为了改善与他国的关系，日本先后于1907年的六月和七月与法国和俄国签订了《日法协定》和《日俄协定》，彼此划分在华勢力范围。[5]此后日本与俄罗斯在一些特定问题上形成利益一致，表现为1912年划分内蒙古势力范围，1916年双方进一步扩大在华勢力範圍等。
3. 北洋政府击溃二次革命后，与日本签订了《满蒙五路秘密换文》，日本据此取得了四洮、开海、长洮铁路借款权和洮热、吉海铁路借款优先权。1918年，日本政府以防范俄国布尔什维克革命蔓延为由，与北洋段祺瑞政府签订了《中日共同防敌军事协定》。

### 军事衝突、二十一条及後續談判
1914年8月，日本超出条约规定将南满日军的一个支队移驻並非南满铁路附属地的郑家屯，并在當地设置了日本巡警署。1916年8月郑家屯事件爆發，日軍增兵鄭家屯使得事件擴大化，最終北京政府就双方于郑家屯爆发的暴力冲突道歉，实质上默认了其驻兵权。第一次世界大战期间，日本对德宣战，出兵山东占领了胶济青岛。日本驻华公使日置益借机直接向袁世凯递交二十一条，并施加外交压力，暗示若不同意将使用武力，袁世凯被迫派出代表陆征祥与曹汝霖与日本谈判。在周旋了3个月后，北洋政府与日本签订了《关于南满洲及东部内蒙古之条约》等一系列条约，总称《中日民四条约》，其中包括例如旅大南满安奉期限, 南满洲聘用顾问、开矿事项、商租解释, 南满洲东部内蒙古铁路课税事项、接洽警察法令课税和东部内蒙古开埠事项等13 件换文。日本由此取得了旅大99 年租借权和南满、安奉二路99年经营权以及土地租借权、所有权等。

### 巧立名目
日本称中韩边界未定，派遣宪兵进攻中韩边图们江，侵占中国领土，制造间岛问题，与此同时, 日本政府还提出占有抚顺和烟台煤矿、拒拆营口支线、安奉铁路展线与矿务事务等要求,终于酿成了中日间的满洲六大悬案。此外, 日本还通过典当 、丈量土地甚至强行占领土地等办法非法侵占中国领土。诸如此类,不胜枚举。

### 傀儡政权

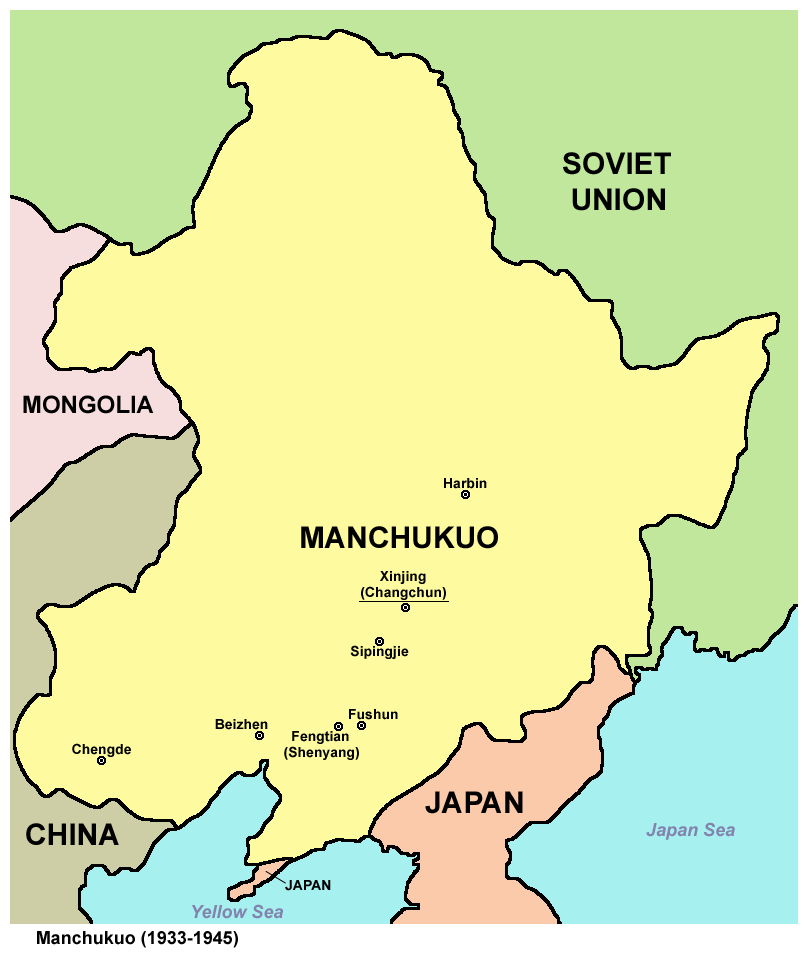

辛亥革命后日本开始策划满洲独立，1916年4月，日本策划第二次满蒙独立运动。随着中国革命势头的发展，关东军深感以奉系军阀作为傀儡是不可行的，于是制造皇姑屯事件，将张作霖炸死，并于1931年9月18日制造柳条湖事件，侵占中国东北大部分土地。同时，借国共内战，中国无暇顾及东北之机，建立傀儡政权满洲国，诱骗末代皇帝溥仪到东北担任执政。1933年9月，日本正式承认满洲国，与之签订《日满议定书》 。据此, 日本取得了无限期地在满洲驻军的权益。随后又与中华民国南京政府签订了《塘沽协定》，默许日本对东北的占领。截着又制造出冀东和内蒙两个伪政权。最终走上了全面侵华之路。